# Chiesa di San Giacomo (Ayas)
La chiesa di San Giacomo è un edificio religioso sito a Saint-Jacques-des-Allemands, frazione di Ayas.

## Storia
Nel luogo in cui sorge ora la chiesa vi era una cappella di modeste dimensioni. Nel 1500, a seguito dell'intervento diretto di papa Alessandro VI, l'edificio religioso viene ampliato e vengono aggiunti degli affreschi, finanziati dai mercanti del luogo. Tali opere d'arte sono state in parte distrutte in seguito alle alluvioni che si sono susseguite nel tempo.